# Bruce Schneier

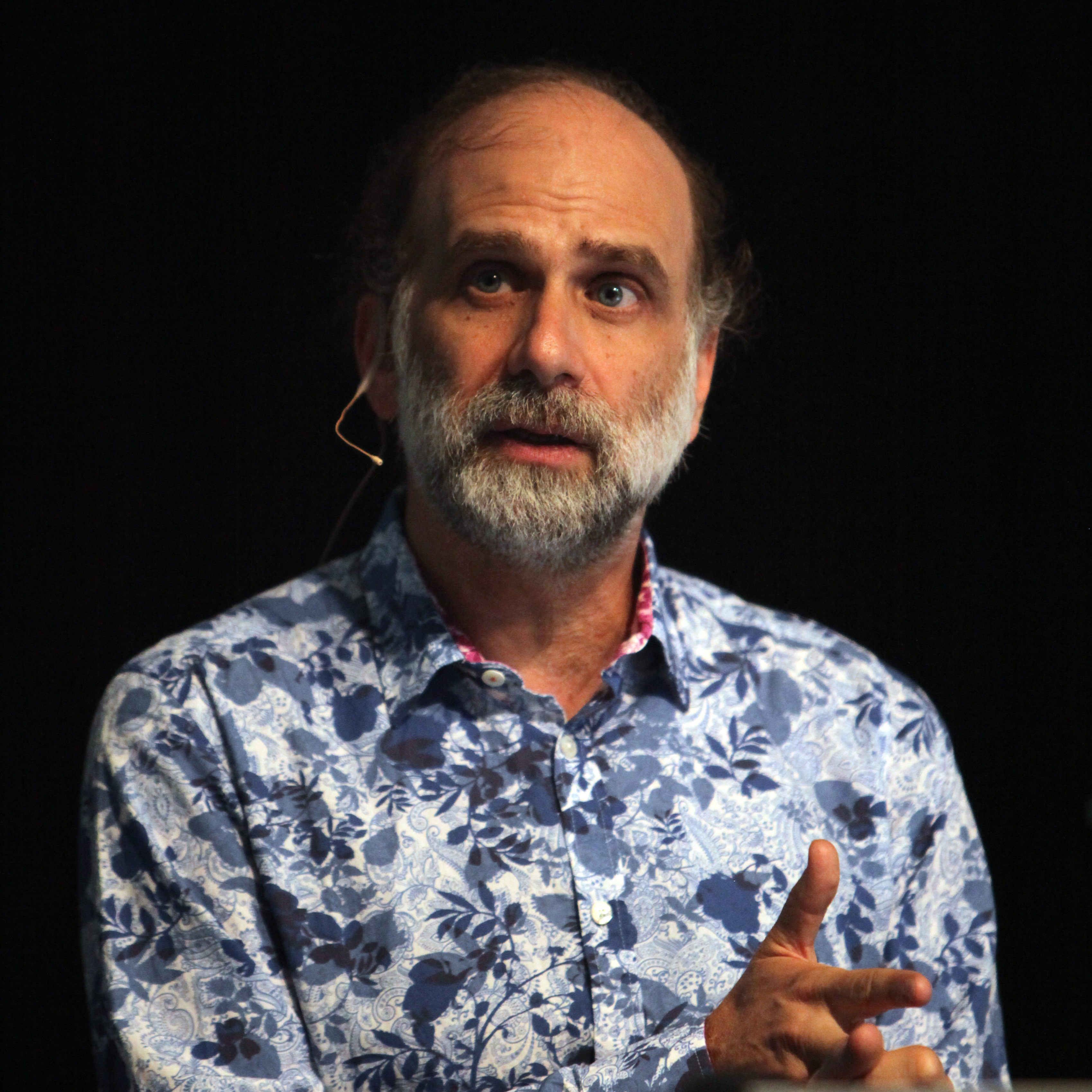
Bruce Schneier 2013

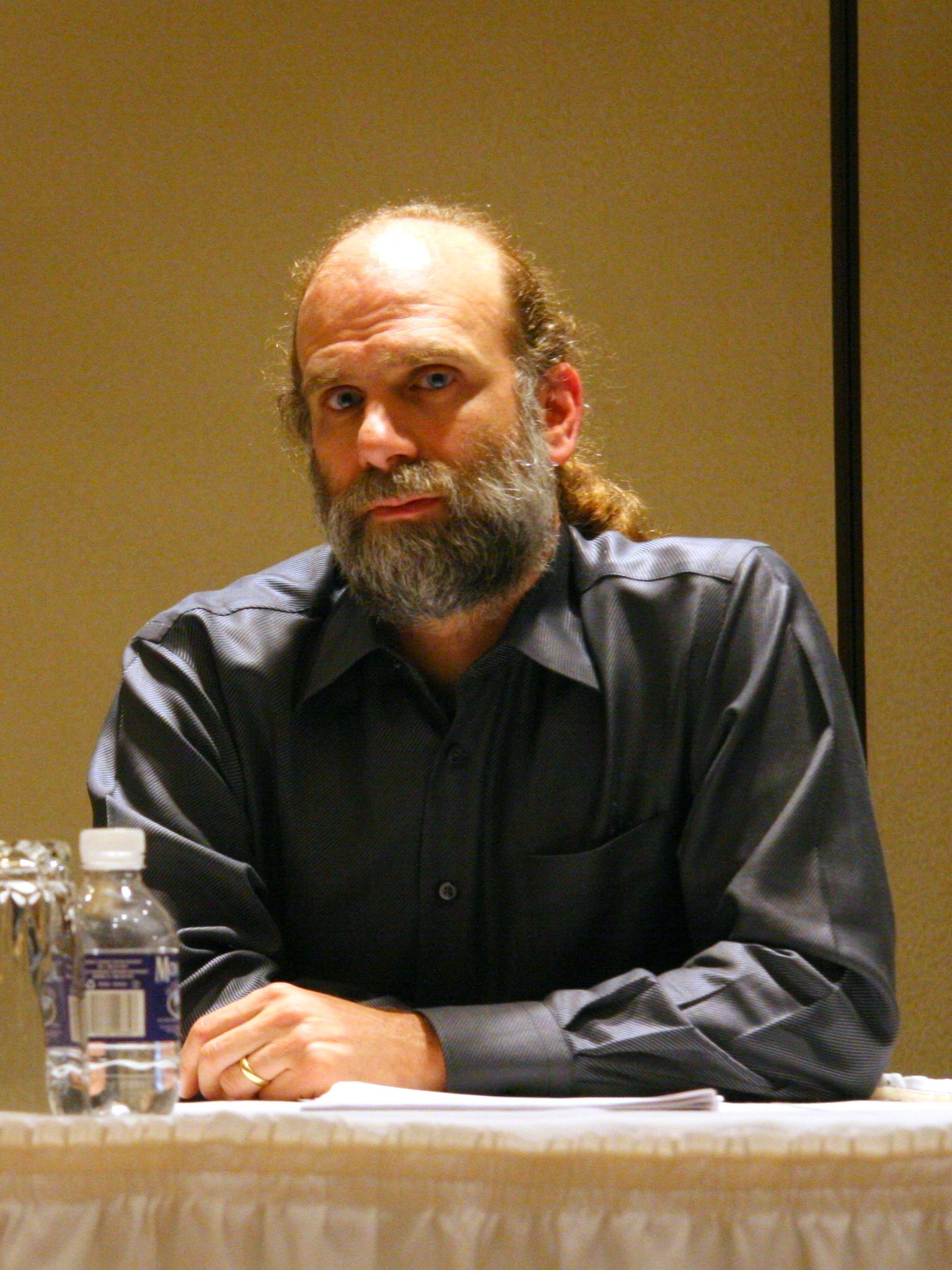
Bruce Schneier 2007

Bruce Schneier (* 15. Januar 1963 in New York) ist ein US-amerikanischer Experte für Kryptographie und Computersicherheit und Autor verschiedener Bücher über Computersicherheit.
Schneier ist Fellow des Berkman Center for Internet & Society und Lecturer für Public Policy an der Harvard Kennedy School. Er wurde von der britischen Zeitung The Guardian in das Redaktionsteam geholt, das auf Basis der Enthüllungen von Edward Snowden die Überwachungs- und Spionageaffäre 2013 aufgedeckt hat. Er ist zudem Vorstandsmitglied der Electronic Frontier Foundation.

## Leben
Nach dem Bachelor-Abschluss in Physik an der Rochester-Universität studierte Schneier ab 1985 an der American University, wo er einen Master-Abschluss in Informatik erhielt. Während des Studiums begann er für das Verteidigungsministerium zu arbeiten. Später arbeitete er bei Bell Labs, bevor er im August 1999 Counterpane Internet Security gründete. Dieses Unternehmen wurde im Oktober 2006 durch BT Managed Security Solutions, Mountain View übernommen. Heute lebt Schneier mit seiner Frau Karen Cooper in Minneapolis.
Bei der British Telecom hält er die Jobbezeichnung Security Futurologist.

## Werke
Sein wohl bekanntestes Werk ist Applied Cryptography, ein grundlegendes Werk zum Einstieg in die Kryptografie. Weiterhin gibt es eine ganze Reihe von Veröffentlichungen zum Thema Computersicherheit und Kryptografie. Der Newsletter Crypto-Gram über Computer- und andere Sicherheitsfragen wird monatlich an die Abonnenten verschickt. Hier wie auch in seinem Blog werden aktuelle Probleme angesprochen.
Schneier beschäftigt sich weiter intensiv mit der Entwicklung von Verschlüsselungsalgorithmen. Im Anhang des Buchs Cryptonomicon (Neal Stephenson) stellt er den Verschlüsselungsalgorithmus Solitaire vor, der mit einem gewöhnlichen Kartenspiel arbeitet. Er hat die Blowfish- und Twofish-Verschlüsselungsalgorithmen sowie den Yarrow- und den Fortuna-Pseudozufallsgenerator mitentwickelt. Twofish kam hierbei mit in die engere Auswahl des AES-Wettbewerbs. Im Rahmen des SHA-3-Wettbewerbs gehörte er zu den Entwicklern des Hash-Algorithmus Skein.
Schneier forschte in der Folge verstärkt zu allgemeineren Fragen der Computersicherheit, zum Umgang mit Risiken und zu mit Kryptographie und Computersicherheit zusammenhängenden gesellschaftspolitischen Problematiken. Heute befasst er sich zusätzlich intensiv mit psychologischen Fragen der Informationssicherheit, insbesondere mit dem Sicherheitsbewusstsein und der Haltung der Anwender und Fachleute.
Im November 2007 wies er im Technologie-Magazin Wired darauf hin, dass nach seiner Ansicht in einem der vier vom NIST im März 2007 veröffentlichten kryptografischen Zufallszahlengeneratoren, nämlich dem Dual Elliptic Curve Deterministic Random Bit Generator (Dual EC DRBG), möglicherweise eine Backdoor eingebaut sei. Erwähnenswert ist, dass die Auswahl dieses Generators für die Standardisierung vor allem auf Drängen der NSA erfolgt sein soll. Dieser Zufallszahlengenerator ist auch mit Service Pack 1 in Windows Vista enthalten. Der Verdacht auf eine Backdoor wurde 2013 durch die von Edward Snowden enthüllten Dokumente bestätigt.

## Sonstiges
Im Zuge der COVID-19-Pandemie kritisierte Schneier 2020 GPS- und Bluetooth-gestützte Apps zur Kontaktnachverfolgung wegen Zuverlässigkeitsmängeln. Er begründete dies nicht nur mit dem Schutz der Privatsphäre, sondern auch mit geringer Aussagekraft der Ergebnisse.

## Veröffentlichungen
- Niels Ferguson, Bruce Schneier: Practical Cryptography. John Wiley & Sons, 2003, ISBN 0-471-22357-3 (englisch).
- Beyond Fear. Thinking sensibly about Security in an uncertain World. Copernicus Books, New York 2003, ISBN 0-387-02620-7 (englisch).
- Secrets and Lies. IT-Sicherheit in einer vernetzten Welt. dpunkt.verlag 2004, ISBN 3-89864-302-6.
- Angewandte Kryptographie. Pearson Studium, München 2006, ISBN 3-8273-7228-3.
- Schneier on Security. John Wiley & Sons, 2008, ISBN 978-0-470-39535-6 (100 englischsprachige Essays).
- Liars and Outliers. John Wiley & Sons, 2012, ISBN 978-1-118-14330-8 (englisch).
- Data and Goliath: The Hidden Battles to Capture Your Data and Control Your World, W. W. Norton & Company 2014, ISBN 978-0-393-24481-6 (englisch)
- Click Here to Kill Everybody, W. W. Norton & Company 2018, ISBN 978-0-393-60889-2 (englisch)
- A Hacker's Mind, W. W. Norton & Company 2023, ISBN 978-0-393-86667-4 (englisch)

## Zitate
“If you think technology can solve your security problems, then you don’t understand the problems and you don’t understand the technology.”

„Wenn Sie glauben, Technologie könne Ihre Sicherheitsprobleme lösen, dann verstehen Sie die Probleme nicht und Sie verstehen die Technologie nicht.“

“Only amateurs attack machines; professionals target people.”

“Amateurs hack systems, professionals hack people.”

„Amateure knacken Systeme, Profis knacken Leute.“